# Vitoriai repülőtér
A Vitoriai repülőtér (IATA: VIT, ICAO: LEVT) egy kisebb nemzetközi repülőtér Vitoria-Gasteiz közelében. A légikikötő 1935-ben nyílt meg. Éves utasforgalma 235 186 fő (2022). Üzemeltetője az AENA.

## Forgalom
Az utasforgalom az elmúlt években az alábbi módon változott:
| Utasok száma | 225 558 | 114 229 | 257 586 | 187 453 | 145 161 | 102 328 | 67 818 | 6912 | 84 261 | 235 186 |
|              | 1980    | 1985    | 1989    | 1994    | 1999    | 2003    | 2008   | 2013 | 2017   | 2022    |

## Kifutópályák
A repülőtér futópályái:
- 04/22 (3500 m, 45 m, aszfalt)

## Légitársaságok és úticélok
2025-ben a Vitoriai repülőtérről az alábbi járatok indulnak (Utoljára frissítve: 2025-08-16):

### Személy
| Légitársaság | Célállomások                                                                |
| ------------ | --------------------------------------------------------------------------- |
| AlbaStar     | Szezonális charter: Sal (vége 2025 augusztus 8-tól)                         |
| Ryanair      | Alicante, Bergamo, Charleroi, Seville Szezonális: Málaga, Palma de Mallorca |
| Volotea      | Barcelona, Madrid ( 2025 november 6-tól)                                    |

### Cargo
| Légitársaság | Célállomások                          |
| ------------ | ------------------------------------- |
| DHL Aviation | Leipzig/Halle, Lisbon, Milan Malpensa |